# Малден (Нідерланди)
Малден (нід. Malden) — місто в нідерландській провінції Гелдерланд. Входить до муніципалітету Гемен.
Перша згадка про населений пункт датується 1247 року.

## Галерея

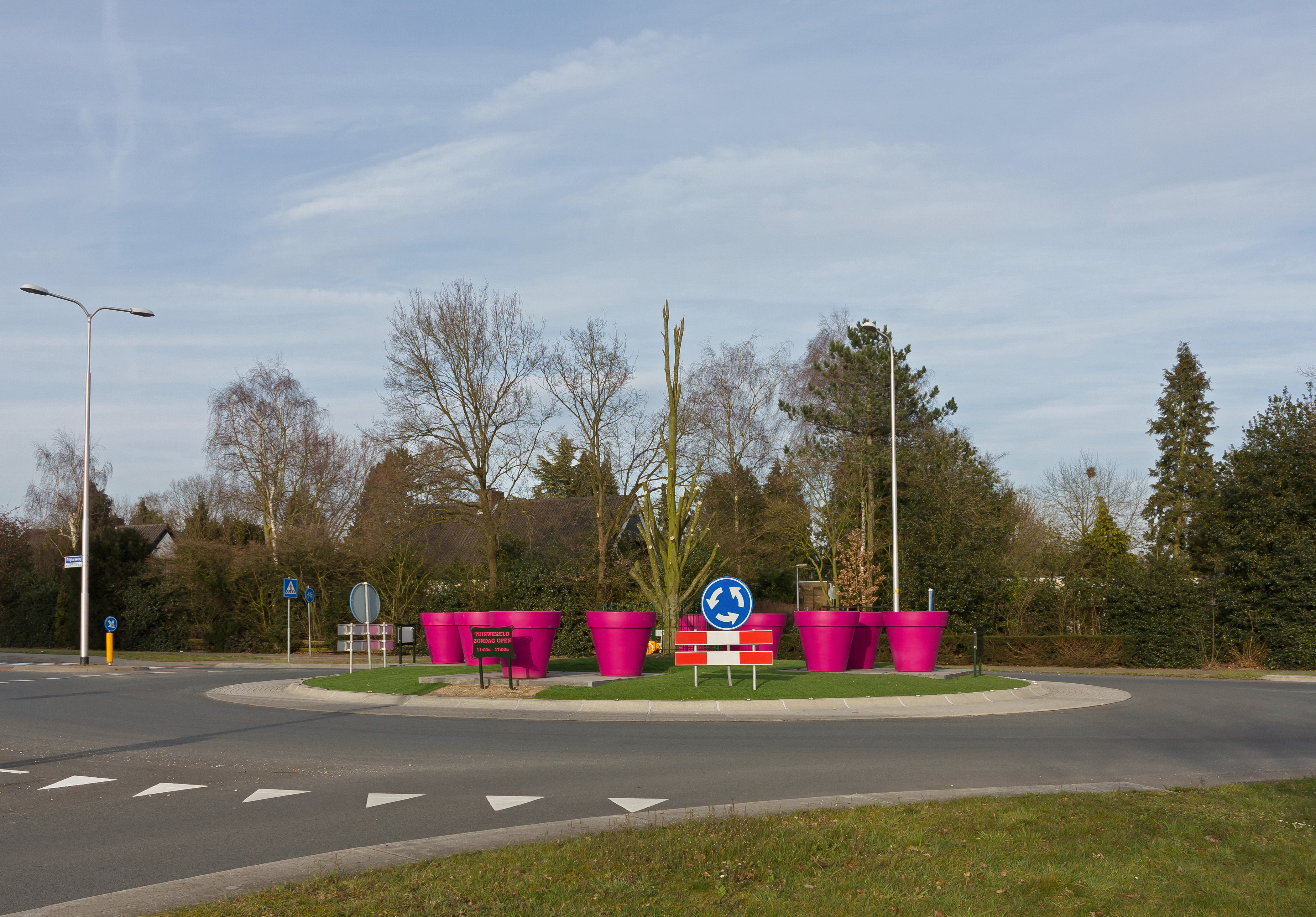
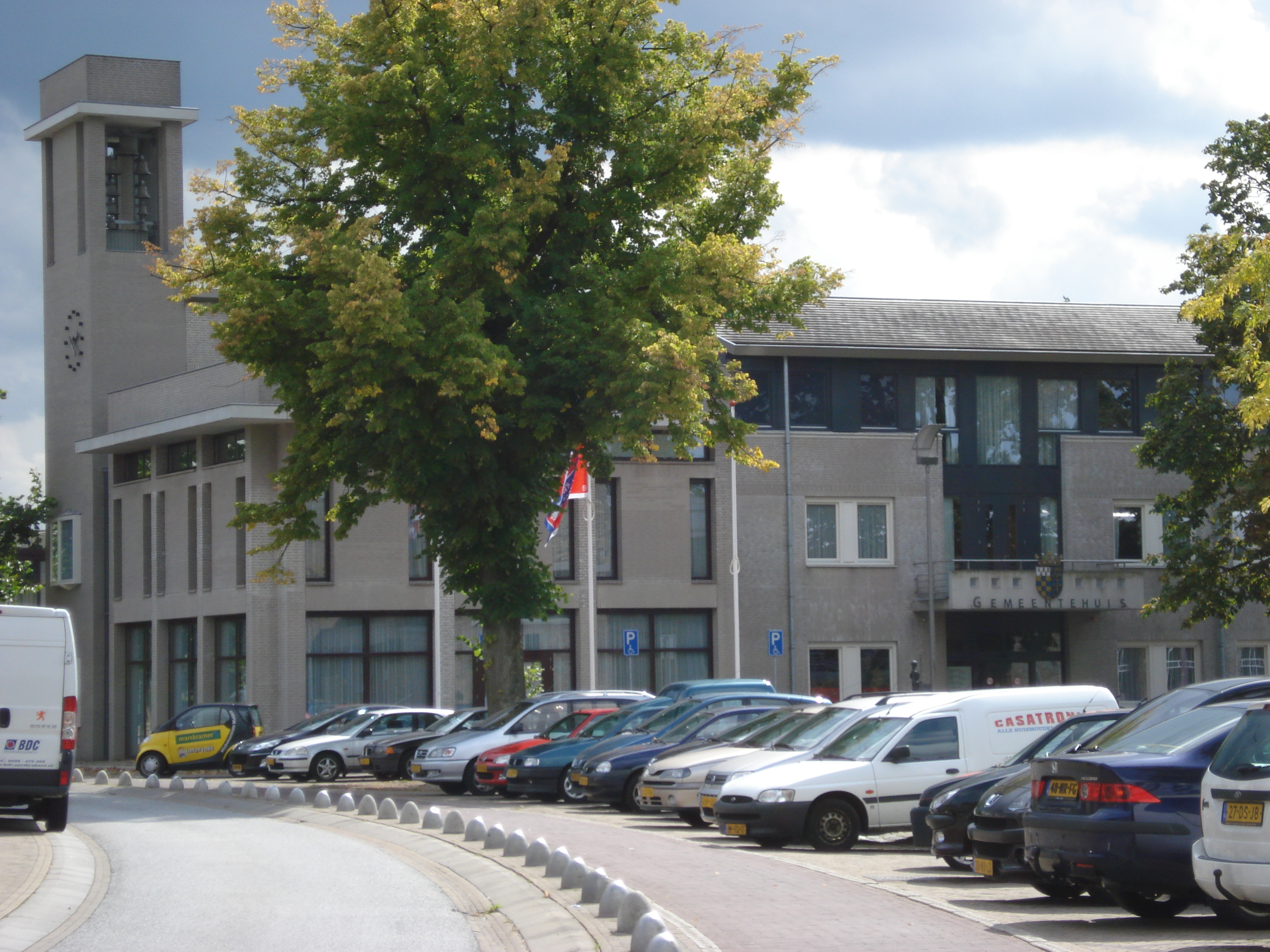